# Mohamed el-Baradei
Mohamed Mustafa el-Baradei (árabe: Muḥammad Muṣṭafà, El Cairo, 17 de junio de 1942) es un diplomático, jurista y político egipcio. Entre 1997 y 2009 fue el director general de la Agencia Internacional de Energía Atómica (AIEA), una organización intergubernamental bajo el auspicio de las Naciones Unidas. También ejerció el cargo de vicepresidente interino de Egipto desde el 14 de julio de 2013 hasta el 14 del mes siguiente, al comienzo de la dictadura militar en el país.

## Biografía

### Primeros años
El-Baradei se licenció en Derecho en la Universidad de El Cairo en 1962 y está doctorado en Derecho internacional por la Universidad de Nueva York. Nada más licenciarse, comenzó a trabajar como diplomático en el Ministerio de Asuntos Exteriores de Egipto, siendo destinado en dos ocasiones a las sedes de Naciones Unidas en Nueva York y Ginebra.

### Carrera política
En 1984 fue nombrado asesor jurídico de la AIEA hasta 1993 y director auxiliar de la Oficina de relaciones exteriores de la Agencia hasta 1997. Ese año fue nombrado director general, cargo que desempeñó hasta noviembre de 2009.
En 2002, junto con Hans Blix, fue encargado por la Agencia y por las Naciones Unidas para certificar el desarme de Irak, y condujo el equipo de inspectores de la ONU buscando evidencias de armas de destrucción masiva en aquel país.
El 27 de enero de 2003, ante el Consejo de Seguridad de la ONU expuso que la AIEA había desmantelado, eliminado o evacuado la mayor parte de las instalaciones iraquíes con capacidad de fabricar armas nucleares. El 7 de marzo, ante el mismo órgano, reafirmó su postura y comunicó que no existía uranio en Irak procedente de Níger, tal y como George W. Bush había denunciado con anterioridad. Por ello, se opuso frontalmente a que Estados Unidos, Gran Bretaña, España y Portugal hicieran la declaración de las Azores que dio lugar a la invasión de Irak de 2003 al considerar que no había pruebas para dicha intervención, y solicitando un plazo de tiempo mayor para que los inspectores realizasen su trabajo. 
El 7 de octubre de 2005 ganó el Premio Nobel de la Paz junto a la AIEA en "reconocimiento a sus esfuerzos por impedir la proliferación de armas nucleares".
En su tercer mandato, la AIEA y el-Baradei se centraron en dos procesos internacionales de envergadura: el control de la producción de uranio por parte de Irán, que era renuente a dar explicaciones a la Agencia, y la salida del Tratado de No Proliferación Nuclear de Corea del Norte, donde se sospechaba la posibilidad de que se hubiera obtenido material para un número indeterminado de armas atómicas. En ambos casos, Estados Unidos era contrario a la política de el-Baradei y pretendió su no reelección. En 2008 anunció su intención de no continuar al frente de la AIEA durante un cuarto mandato. El 1 de diciembre de 2009 tomó posesión su sucesor en el cargo, el japonés Yukiya Amano.

### Papel en la Revolución Egipcia

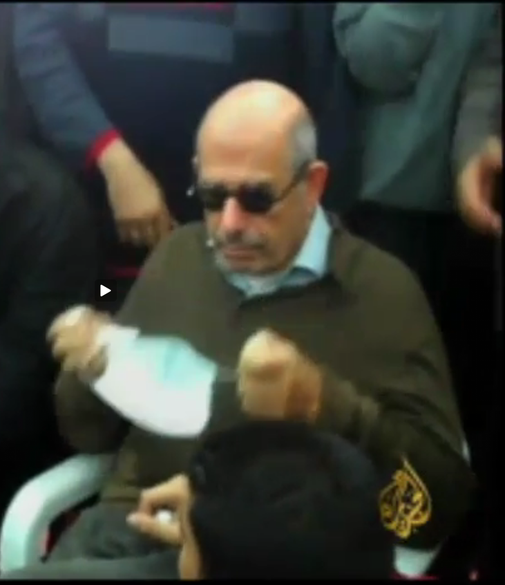
El-Baradei durante el llamado Día de la Ira, el 28 de enero de 2011.

En febrero de 2011 creó la Asociación Nacional para el Cambio como alternativa política en Egipto. Durante las protestas de Egipto de 2011, el-Baradei regresó a su país para sumarse a los opositores al régimen de Hosni Mubarak señalando que volvía a El Cairo porque no había otra elección y que debía estar acompañando a la multitud. Al llegar a El Cairo el 27 de enero de 2011, señaló que era un momento clave para Egipto, sintiéndose preparado para conducir la transición política en el país. Antes de su llegada y desde el aeropuerto de Viena indicó: "Si la gente lo quiere, y sobre todo los jóvenes, puedo dirigir la transición. No les voy a dejar en la estacada".
Candidato en las elecciones presidenciales de su país en 2013 tras la caída de Mubarak, renunció denunciando irregularidades en los comicios y manipulación por parte del Consejo militar provisional que gobernaba el país. Resultó elegido Mohamed Morsi, de los Hermanos Musulmanes, proclamado en junio de 2012 como nuevo presidente. El-Baradei considera inconstitucional la elección de Morsi y apoya las protestas contra el gobierno de Morsi con motivo de su concentración de poderes del Estado. El 14 de julio de 2013 fue elegido vicepresidente interino pero renunció un mes después diciendo que no podía «asumir la responsabilidad de cualquier derramamiento de sangre ni de decisiones con las que no estaba de acuerdo». El 18 del mismo mes salió del país y se dirigió a Viena, en Austria.